# Archelaos (Sohn des Temenos)
Archelaos (altgriechisch Ἀρχέλαος Archélaos) ist eine Gestalt der griechischen Mythologie.
Nach der nur sehr fragmentarisch erhaltenen Tragödie Archelaos des griechischen Dramatikers Euripides, der dieses Stück während eines Aufenthalts am Hof des makedonischen Königs Archelaos I. schrieb, war der gleichnamige Titelheld der Sohn des Temenos und damit ein Nachfahre des Herakles. Von seinen Brüdern vertrieben musste er ins Exil nach Makedonien zu König Kisseus gehen. Dieser ersuchte Archelaos um Hilfe in einem schwierigen Krieg mit einem Nachbarvolk und sicherte ihm dafür die Übergabe der Herrschaft seines Reichs und die Hand seiner Tochter zu. Es gelang Archelaos, die Feinde des Kisseus in einer Schlacht zu besiegen, doch zeigte sich der König nachher undankbar und wollte den Helden, statt ihm den versprochenen Lohn zu geben, in eine glühende Kohlengrube stürzen. Ein Sklave des Königs teilte diesen Verrat aber Archelaos mit, der daraufhin Kisseus selbst in die Grube warf und floh. Auf Anordnung des Gottes Apollon gründete der von einer Ziege geleitete Heraklide dann die Stadt Aigai.